# SMS - Sotto mentite spoglie
SMS - Sotto mentite spoglie è un film del 2007 diretto e interpretato da Vincenzo Salemme. Del cast fanno parte anche Enrico Brignano, Giorgio Panariello, Lucrezia Lante della Rovere e Luisa Ranieri. È stato ambientato nel resort Aeneas' Landing di Gaeta.

## Trama
Tommaso Lampedusa è un affermato avvocato e ha una famiglia con due figli adolescenti e un domestico, Ronnie, che fraintende le cose che lui gli comanda. A un certo punto, scrivendo un messaggio SMS mentre guida sbaglia destinatario e, invece di inviarlo alla moglie Chicca, lo invia a Chiara, la moglie del pluridivorziato Gino, il suo migliore amico. Chiara crede che Tommaso sia innamorato di lei e voglia approcciare una relazione segreta. Lei ricambia immediatamente l'interesse e inizia a cercare ogni occasione per stare con Tommaso fino a diventare assillante. Da qui parte una serie di equivoci e sotterfugi da parte dei due, con complicazioni varie. Alla fine si scoprirà che anche Chicca, da venti anni, intrattiene una relazione con Gino.

## Colonna sonora
La colonna sonora del film è stata curata da Lucio Dalla.
Tracce:
1. Malinconia D’Ottobre - Dalla/Alemanno
2. Due dita sotto il cielo - Dalla/Mariani
3. Rimini - Dalla/Fabbri/Cennamo
4. Ativ - Dalla/Alemanno/Lins
5. Per te - L. Dalla
6. Ciao - L. Dalla
7. Reginella
8. 'O sole mio